# Чагарниця сіроголова
Чагарни́ця сіроголова (Garrulax palliatus) — вид горобцеподібних птахів родини Leiothrichidae. Мешкає в Індонезії, Малайзії і Брунеї.

## Опис
Довжина птаха становить 24-25 см. Голова, спина і груди сірі, крила і живіт каштанові, хвіст темно-коричневий, на кічнику чорний.

## Підвиди
Виділяють два підвиди:
- G. p. palliatus (Bonaparte, 1850) — Суматра;
- G. p. schistochlamys Sharpe, 1888 — Калімантан.

## Поширення і екологія
Сіроголові чагарниці мешкають в горах Суматри і Калімантану. Вони живуть у вологих гірських і рівнинних тропічних лісах. На Суматрі зустрічаються на висоті від 850 до 2200 м над рівнем моря, а на Калімантані — на висоті від 300 до 2010 м над рівнем моря. Живляться комахами і насінням.

## Збереження
МСОП класифікує стан збереження цього виду як близький до загрозливого. Сіроголовим чагарницям загрожує вилов з метою продажу на пташиних ринках.